# 莫里斯·伯努瓦
莫里斯·伯努瓦（法語：Maurice Benoît，1932年7月26日—2013年12月10日），加拿大男子冰球运动员，场上位置是后卫。他曾代表加拿大参加1960年冬季奥林匹克运动会冰球比赛，获得一枚银牌。